# Stoll VITA Stiftung
Die Stoll Vita Stiftung ist eine privatrechtliche gemeinnützige Stiftung und als juristische Person Mehrheitseigner der Firma Sedus Stoll in Dogern mit Sitz in Waldshut-Tiengen.

## Geschichte
Gegründet wurde sie am 8. März 1985 von dem Ehepaar Emma Stoll und Christof Stoll, um die Unternehmensnachfolge der damaligen Christof Stoll GmbH & Co. KG, der heutigen Sedus Stoll AG, zu regeln. Die Ziele der Stiftung sind die Förderung
- der wissenschaftlichen Forschung,
- der öffentlichen Gesundheitspflege,
- der Bildung und, soweit es den Stiftungszwecken dient
  - die Förderung der Tier- und Pflanzenzucht,
  - des Umwelt- und Naturschutzes und
  - der Landschaftspflege.

## Vorträge und Förderungen (Auswahl)
- Bundesweite Vorträge über Ernährungsökologie, 1999 bis 2005
- Stiftungslehrstuhl Ernährungsökologie an der Justus-Liebig-Universität Gießen, 2001 bis 2008
- Gießener Vollwert-Ernährungs-Studie, 1991
- Rohkost-Studie, 1994
- Deutsche Veganstudie, 1995
- Vollwert-Ernährung in der Schwangerschaft, 1996
- Cholesterin und Vollwerternährung, 1998
- Ernährungsberatung in der Ambulanz für Naturheilkunde an der Universitätsklinik Heidelberg, 1999
- Rohkost-Studie, Nacherhebung, 2007

## Veröffentlichungen (Auswahl)
- Kochbuch: Gesunde Vollwert-Kost aus der Sedus-Küche; 4. Auflage 1999
- Fachbuch: Ernährung in Prävention und Therapie, 2003
- Essen und Trinken lernen in der Schule, 2000
- Netzwerk Gesunde Ernährung an Schulen, 2000 bis 2005
- Fachbuch: Vollwert-Ernährung, 10. Auflage 2005

## Weblink
- Webseite der Stiftung